# Regierungsbezirk Dieburg
Der Regierungsbezirk Dieburg war zwischen 1848 und 1852 ein Regierungsbezirk im Großherzogtum Hessen mit Sitz in Dieburg.

## Geschichte
Die Revolution von 1848 im Großherzogtum Hessen führte auch zu einer Verwaltungsreform, weil die bis dahin bestehenden mittleren Verwaltungsebenen, Kreis und Provinz, von den Bürgern als Instrumente staatlicher Unterdrückung wahrgenommen wurden. Diese beiden Verwaltungsebenen wurden abgeschafft und durch zehn Regierungsbezirke (ab 1850: elf) ersetzt. Die neue Struktur trat zum 21. August 1848 in Kraft.
Der Regierungsbezirk Dieburg war einer von vier Regierungsbezirken im Bereich der ehemaligen Provinz Starkenburg. Er wurde aus dem bisherigen Kreis Dieburg und Teilen der Kreise Bensheim, Darmstadt und Offenbach gebildet.
Nach dem Sieg der Reaktion wurde der Regierungsbezirk Dieburg 1852 wieder in Kreise aufgelöst.

## Regierungskommission
Die Regierungskommission des Regierungsbezirks Dieburg bildeten:
- Friedrich Kritzler, zuletzt Kreisrat des Kreises Dieburg
- Friedrich Gustav Spamer, zuletzt Landrat des (standesherrlichen) Landratsbezirks Büdingen
- Louis de Baeuclair, zuletzt Sekretär des Kreises Bensheim[7]